# كارلتون ماسي
كارلتون ماسي (بالإنجليزية: Carlton Massey)‏ هو لاعب كرة قدم أمريكية أمريكي، ولد في 17 يناير 1930 في روكوول في الولايات المتحدة، وتوفي في 22 مايو 1989 في ديلي في الولايات المتحدة.

## وصلات خارجية
- كارلتون ماسي على موقع مرجع كرة القدم المحترفة.كوم (الإنجليزية)